# Красногородськ
Красногородськ (рос. Красногородск) — смт в Красногородському районі Псковської області Російської Федерації.
Населення становить 3521  особу. Входить до складу муніципального утворення Красногородська волость.

## Історія
Від 2015 року входить до складу муніципального утворення Красногородська волость.

## Населення
| 1939  | 1959  | 1970  | 1979  | 1989  | 2002  | 2004  |
| ----- | ----- | ----- | ----- | ----- | ----- | ----- |
| 1687  | ↗2878 | ↗3918 | ↗4727 | ↗5194 | ↘4694 | ↘4631 |
| 2005  | 2006  | 2007  | 2008  | 2009  | 2010  | 2011  |
| ↘4452 | ↘4311 | ↘4140 | ↘4073 | ↘3981 | ↘3870 | ↘3869 |
| 2012  | 2013  | 2014  | 2015  | 2016  | 2017  | 2018  |
| ↘3815 | ↘3734 | ↘3729 | →3729 | ↘3721 | ↘3690 | ↘3653 |
| 2019  | 2020  | 2021  |       |       |       |       |
| ↘3561 | ↘3507 | ↗3521 |       |       |       |       |